# Mike Wood (homme politique conservateur)
Michael Jon Wood (né le 17 mars 1976) est un homme politique britannique du Parti conservateur. Il est député pour Dudley sud depuis mai 2015.

## Jeunesse et carrière
Wood est né le 17 mars 1976. Il fréquente l'Old Swinford Hospital - un internat géré par l'État à Oldswinford, avant d'étudier l'économie et le droit à l'Université d'Aberystwyth. Il suit un cours de formation professionnelle au barreau à l'Université de Cardiff en 1999. Après avoir obtenu son diplôme universitaire, Wood travaille pour Alexander Macmillan (2e comte de Stockton), le député européen conservateur du sud-ouest de l'Angleterre. Par la suite, il travaille pendant quatre ans en tant que conseiller politique au Parlement européen, avant de retourner au Royaume-Uni pour travailler pour les députés conservateurs Andrew Griffiths et James Morris.

## Carrière politique
Peu de temps après avoir obtenu son diplôme de premier cycle, Wood se présente pour la première fois en tant que candidat du Parti conservateur en 1998 dans le quartier Quarry Bank & Cradley du District métropolitain de Dudley. Il échoue, gagnant moins de la moitié des voix de son rival du Parti travailliste. Il se représente en mai 1999, perdant à nouveau par une marge similaire. Il se présente dans le quartier Quarry Bank & Dudley Wood en 2008, 2010 et 2011 et est battu par le candidat travailliste à trois reprises. En mai 2012, Wood se représente sans succès, mais dans le quartier nord de Halesowen. Cependant, il est élu comme l'un des trois conseillers représentant le quartier de Pedmore et Stourbridge East en mai 2014.
L'année suivante, Wood est élu député pour Dudley South et fait son discours inaugural à la Chambre des communes le 1er juin 2015.
Il remporte le scrutin du 4 juin 2015 pour obtenir le droit de présenter un projet de loi d'initiative parlementaire. La première lecture du projet de loi intitulé Riot Compensation a lieu le 24 juin 2015. Le projet de loi vise à abroger la loi sur les émeutes (dommages) de 1886 et à apporter diverses modifications aux procédures d'indemnisation pour les biens endommagés lors d'émeutes. Le projet de loi franchit toutes les étapes de débat et d'examen au Parlement britannique et reçoit la sanction royale le 23 mars 2016. Il devient une loi du Parlement le 24 mars 2016.
Il est favorable au Brexit avant le référendum de 2016.
Wood est le secrétaire parlementaire privé (PPS) de la ministre de l'Intérieur, Priti Patel, en juillet 2019. Il est également PPS de Liam Fox alors qu'il est secrétaire d'État au Commerce international.